# FC Lokomotive Frankfurt
FC Lokomotive Frankfurt (pełna nazwa Fußballclub Lokomotive Frankfurt e.V.) – niemiecki klub piłkarski z siedzibą we Frankfurcie nad Odrą, powstały w 1948 roku.

## Historia
Lokomotive Frankfurt został założony w czerwcu 1948 roku jako zakładowe stowarzyszenie sportowe Deutsche Reichsbahn i Deutsche Post (w skrócie BSG REIPO). W 1950 roku została zmieniona nazwa na BSG Lokomotive. W sezonie 1954/55 ówczesny wielooddziałowy BSG po raz pierwszy awansował do ligi okręgowej, gdzie od razu został wicemistrzem. W rozgrywkach Pucharu NRD w 1956 roku drużyna awansowała do 2. rundy głównej po wygraniu dwóch eliminacji i 1. rundy głównej, ale przegrała 8:0 z drugoligowym klubem Motor Mitte Magdeburg, prekursorem 1. FC Magdeburg.
W 1957 roku Lokomotive skorzystało z rozszerzenia drugiej ligi NRD i awansowali z frankfurckiej ligi okręgowej, wraz z lokalnym rywalem Dynamem Frankfurt, do trzeciej ligi NRD. Trzecia liga okazała się dla zespołu tylko roczną przygodą, z zaledwie dziesięcioma punktami w sezonie, Kolejarze natychmiast spadli.
1 lipca 1977 roku sekcja piłkarska BSG Lokomotive dołączyła do niegrającego wcześniej w piłkę nożną BSG Ingenieurhochbau i na sezon 1977/78 przejęła miejsce BSG Lok w lidze okręgowej. W 1978 roku zdobywca pucharu okręgowego BSG IHB brał udział w sezonie 1978/79 w ogólnoniemieckich rozgrywkach pucharowych FDGB. Po porażce 1:3 u siebie po dogrywce z BSG Motor Babelsberg, BSG IHB odpadł w pierwszej rundzie głównej. 1 lipca 1981 roku nastąpiła zmiana właściciela, BSG Lokomotive przeszedł pod opiekę frankfurckiego kombinatu budownictwa mieszkaniowego i społecznego i pod nazwą BSG WGK Frankfurt grał do 1988 roku w lidze okręgowej. Po spadku w 1988 roku BSG WGK był reprezentowany w czwartej klasie okręgowej do końca wschodnioniemieckiej piłki nożnej w 1990 roku.
Po włączeniu NRD w granice RFN BSG zostało przeniesione do stowarzyszenia, które początkowo nosiło nazwę ESV Lok Frankfurt, a później ESV 1948 Frankfurt. Sekcja piłki nożnej opuścił Eisenbahnersportverein w 2008 roku i od sezonu 2008/09 grała jako FC Lokomotive Frankfurt.

### Historyczne nazwy
- 1948 – BSG REIPO Frankfurt
- 1950 – BSG Lokomotive Frankfurt
- 1977 – BSG Ingenieurhochbau Frankfurt (fuzja Lokomotive z BSG Ingenieurhochbau)
- 1981 – BSG WGK Frankfurt
- 1990 – ESV Lok Frankfurt, a następnie ESV 1948 Frankfurt
- 2008 – FC Lokomotive Frankfurt

## Sukcesy
- II. DDR-Liga (III poziom): 
  - 14. miejsce: 1958[1]

## Stadion
Lokomotive rozgrywa mecze na Lok-Platz przy Markendorfer Straße we Frankfurcie nad Odrą, w dzielnicy Nuhnenvorstadt. Dane techniczne obiektu:
- pojemność: 500 miejsc
- oświetlenie: kilka masztów
- wymiary boiska: b.d.
- najwyższa frekwencja: b.d.